# 의창 (정위)
의창(宜昌, ? ~ ?)은 전한 초기의 관료이다. '의창'은 이름자로, 성씨는 알 수 없다.

## 행적
문제 15년(기원전 165년), 정위에 임명되었다.

## 출전
- 반고, 《한서》 권19하 백관공경표 下

| 전임 가 | 전한의 정위 기원전 165년 ~ 기원전 163년? | 후임 신 |